# Wojciech Lipiński (inżynier)
Wojciech Antoni Lipiński (ur. 7 września 1944 w Warszawie, zm. 15 września 2014 w Szczecinie) – polski inżynier elektronik, profesor zwyczajny, doktor habilitowany, pedagog i wykładowca akademicki. Prowadził badania naukowe w zakresie elektroniki, teleinformatyki i pedagogiki.

## Życiorys
W 1968 ukończył studia na Politechnice Szczecińskiej rozpoczynając pracę dydaktyczną w lutym 1969 roku jako asystent na macierzystej uczelni. Mianowany profesorem zwyczajnym 1 września 1991. Pracownik Zachodniopomorskiego Uniwersytetu Technologicznego i Uniwersytetu Szczecińskiego. Został odznaczony Krzyżem Kawalerskim Orderu Odrodzenia Polski w 1988 roku, Medalem Komisji Edukacji Narodowej w 1997 r.
- A. Brykalski, M. Gramz, S. Gratkowski, W. Lipiński, R. Pałka, J. Purczyński, R. Sikora, M. Ziółkowski, Wybrane zagadnienia z teorii pola elektromagnetycznego, PWN Warszawa - Poznań 1984.
- W. Lipiński, S. Majsner, P. Mazurek, Modulacja, kodowanie i transmisja w systemach telekomunikacyjnych, Wydawnictwo Uczelniane Politechniki Szczecińskiej, Szczecin 2001.
- W. Lipiński, S. Majsner, P. Mazurek, Transmisja sygnałów w telefonii komórkowej, Wydawnictwo Uczelniane Politechniki Szczecińskiej, Szczecin 2003.
- W. Lipiński, Wspomagana komputerowo analiza obwodów elektronicznych, Wydawnictwo Zachodniopomorskiego Centrum Edukacyjnego, Szczecin 2003 (wyd. 2: 2004, wyd. 3: 2005).
- W. Lipiński, Teoria obwodów elektrycznych w programach Mathcad i PSpice, Wydawnictwo Zachodniopomorskiego Centrum Edukacyjnego, Szczecin 2005.
- W. Lipiński, Obliczenia numeryczne w teorii sygnałów i obwodów elektrycznych, ZAPOL, 2008 (wyd. 2: 2010).